# Vidonci
Vidonci – wieś w Słowenii, w gminie Grad. W 2018 roku liczyła 308 mieszkańców.